# Molophilus loratus
Molophilus loratus là một loài ruồi trong họ Limoniidae. Chúng phân bố ở miền Australasia.